# Keelung
Quelung o Keelung (基隆市, Jīlóng Shì, Jilóng Shìh, Chi-lung-shih o Ke-lâng-chhī) es una ciudad situada al norte de Taiwán. Fue fundada por los españoles en 1626 - 1642, aunque los neerlandeses la ocuparon en 1642. Fue parte del Imperio español con el nombre de La Santísima Trinidad, a pesar de la expulsión de los españoles, obligados a abandonar esta región de la isla. En ella, quedó un monumento: un castillo, llamado San Salvador, en la pequeña isla de Heping.[cita requerida]

## Ciudades hermanadas
- Atolón Bikini, Islas Marshall.
- Bacólod, Filipinas.
- Campbell, California, Estados Unidos.
- Corpus Christi, Texas, Estados Unidos.
- Dávao, Filipinas.
- East London, Oriental del Cabo, Sudáfrica.
- Marrickville, Nueva Gales del Sur, Australia.
- Miyakojima, Okinawa, Japón.
- Rosemead, California, Estados Unidos.
- Salt Lake City, Utah, Estados Unidos.
- Thunder Bay, Ontario, Canadá.
- Yakima, Washington, Estados Unidos.

## Véase también

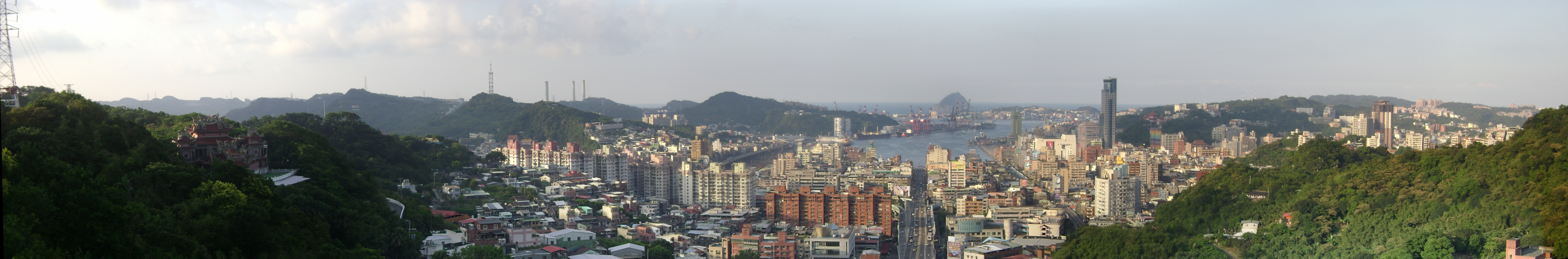
Vista panorámica de la ciudad de Keelung